# White Tiger (Angela del Toro)
Angela del Toro es un personaje ficticio que aparece en los cómics estadounidenses publicados por Marvel Comics. Creada por Brian Michael Bendis y Alex Maleev, el personaje apareció por primera vez en Daredevil vol. 2 #58 (mayo de 2004). Ella es el cuarto personaje en usar el nombre de White Tiger. Del Toro es la sobrina del White Tiger original Hector Ayala y la sobrina de Ava Ayala.
Angela del Toro aparece en la serie de televisión del Universo cinematográfico de Marvel Daredevil: Born Again (2025), interpretada por Camila Rodriguez.

## Historial de publicación
En 2003, Angela del Toro apareció por primera vez en el cómic Daredevil vol. 2 # 58, escrito por Brian Michael Bendis y a lápiz por Alex Maleev. Luego apareció Del Toro en varios números de Daredevil vol. 2: # 59, # 67-70 y # 77-79. La representan como una agente del FBI en medio de las acusaciones de Matt Murdock como Daredevil, y el arresto y la eventual muerte de Hector Ayala, el White Tiger original.
Después de convertirse en White Tiger, Del Toro recibió su propia serie limitada en noviembre de 2006, escrita por Tamora Pierce y Timothy Liebe, y escrita por el artista francés Phil Briones. El TPB de White Tiger: A Hero's Compulsion recopila los seis números de la serie.
En 2010, ella también apareció en "Shadowland". Después de este evento, Angela Del Toro ya no es White Tiger. El legado ha pasado a Ava Ayala.

## Biografía del personaje ficticio
Angela del Toro es la heredera de un legado heroico que comenzó con el Tigre de Jade, una estatua encantada perdida hace mucho tiempo del legendario reino de K'un-L'un. Rotos en pedazos, las patas y la cabeza de la estatua resurgieron en América, donde los Hijos del Tigre lo usaron como amuleto que mejoraron su destreza en las artes marciales. Cuando los Hijos se disolvieron, sus amuletos descartados fueron descubiertos por el tío de Del Toro, el joven Héctor Ayala, quien se transformó en el White Tiger sobrehumano a través de su poder.
Volviendo a la acción como White Tiger, Hector fue acusado de asesinato y condenado a pesar de los esfuerzos de su abogado, Matt Murdock. Héctor fue asesinado a tiros tratando de escapar, poco antes de que surgiera evidencia que probara su inocencia.
Del Toro, una agente federal, se ofreció como voluntario para participar en la investigación en curso del FBI del presunto temerario, Murdock. Sin embargo, cuando los amuletos de Ayala fueron entregados a ella, Del Toro, abrumada, le pidió a Murdock que la ayudara a decidir qué hacer con ellos. Sabiendo el terrible costo del estilo de vida del vigilante, y habiendo visto a su propio compañero, el agente Harold Driver, asesinado durante la investigación de Daredevil, Del Toro quería saber por qué alguien podría jugar a ser un superhéroe. Le dijo a Murdock que estaba dispuesta a renunciar al FBI y abandonar su caso si él podía responder sus preguntas.
Reconociendo la sinceridad de Del Toro, Murdock la desafió a escalar la Catedral de St. Catherine y luego la enfrentó en un combate en la azotea como Daredevil. Convencida de su habilidad, Murdock le presentó a Del Toro una lección final llevándola a un robo en progreso. Sometiendo a los ladrones sin ayuda, una orgullosa Del Toro se sintió conmovida por la asombrada gratitud del comerciante que había rescatado, y finalmente comenzó a comprender su nueva llamada. Poco después, Del Toro rescató a Murdock del ex señor del crimen Alexander Bont y su renuente secuaz Gladiador.
Durante el inicio de su carrera como luchadora enmascarada contra el crimen, Del Toro descubre un complot de contrabando de identificación del gobierno por parte de Yakuza y una organización secreta conocida como Chaeyi, y comienza a trabajar en 212 Security, un servicio privado de guardaespaldas. Como Tigre Blanco, intenta detener las actividades de las dos organizaciones criminales a través de varios equipos con otros superhéroes, incluyendo Iron Fist/Daredevil (2.0), Luke Cage, Spider-Man y Viuda Negra, que a menudo se enfrentan a Rey Cobra y la Yakuza que mató a su compañera. Después de terminar la relación entre los Yakuza y Chaeyi, el líder de Chaeyi jura vengarse del White Tiger y pide la ayuda de Omega Rojo.
Del Toro es asesinada más tarde por Lady Bullseye y resucitada como asesina de La Mano, (a la manera de Elektra Natchios). Más tarde, Tarántula Negra la cura de la magia negra de la Mano, y se une a Daredevil y Tarántula Negra, trabajando dentro de la Mano misma. Del Toro muestra muchas dudas sobre lo que están haciendo como miembros de la Mano.
Daredevil nombra a White Tiger como uno de los cinco 'Daimyo' de la Mano, que preside Norteamérica y la lleva con él a la cumbre de Daimyo en Japón, donde ella y Bakuto, la Daimyo de Sudamérica, se ponen en contra de inmediato. pero Murdock los detiene antes de que luchen. Del Toro aprovecha cada oportunidad para culpar a Bakuto por sus problemas en Japón. También se revela que Del Toro todavía está bajo la influencia corrupta de la Mano.
Cuando Nueva York estaba en crisis, White Tiger ordenó a Tarántula Negra que ejecutara saqueadores; se confunde y ve que algo anda mal con Daredevil. Sin embargo, White Tiger todavía está poseída por la Mano, y apuñala a la Tarántula Negra en la espalda, arrojándolo por encima del borde de un techo para caer en un vehículo, dejándolo muerto. Del Toro es encarcelada después de esto, con el amuleto de White Tiger pasando a su tía, Ava Ayala, la hermana adolescente de Hector.
Aún sufriendo los efectos de la magia negra de la Mano como parte del evento All-New, All-Different Marvel, Del Toro es liberada de Cellar por Maker de W.H.I.S.P.E.R., quien le da una versión alternativa del amuleto de White Tiger de un universo paralelo, restaurando sus poderes. Mientras que en Roma, Del Toro lucha contra Ayala, lo que hace que el amuleto de Ayala vuelva a Del Toro. Luego, Del Toro se une a los Nuevos Revengadores de Maker con la aprobación de la Mano, quienes creen que los planes de Maker los beneficiarían. Durante el ataque de los Nuevos Revengadores contra los Nuevos Vengadores en la Base Dos de los Vengadores, Del Toro se enfrenta a Ayala. Mientras las dos White Tigers luchan, Ayala logra arrebatar el amuleto del White Tiger que Maker le dio a Del Toro y lo destruye lo suficiente para liberar a Angela del control de las White Tigers y la Mano.

## Poderes y habilidades
El amuleto del White Tiger aumenta la fuerza, la velocidad, la resistencia, la agilidad, los reflejos, las reacciones, la coordinación, el equilibrio y la resistencia de Angela a niveles sobrehumanos.También la dotan de formidables habilidades en las artes marciales. El amuleto también puede mejorar los poderes de recuperación de Angela, como aparentemente lo hizo con Héctor. Ella tiene la capacidad de mimetizarse con su entorno, usándolos para camuflarse.Además, Angela es una investigadora experta, una buena tiradora y una experimentada combatiente sin armas.

## Otras versiones

### Casa de M
Aparece una versión alternativa de Ángela del Toro en la Tierra-58163. Angela aparece como parte de la resistencia humana subterránea de Luke Cage en el cruce de la Casa de M. Cuando los Centinelas atacan, ella es uno de los miembros que no se teletransportó con Cloak. Se reveló que ella se unió a los "Vengadores" de Luke desde el principio y recibió el amuleto cuando se lo envió por correo a través de Hector Ayala.

## En otros medios
- Angela del Toro aparece en Daredevil: Born Again (2025), interpretada por Camila Rodriguez.[29]Es la sobrina adolescente del justiciero Héctor Ayala. Tras el asesinato de su tío, Angela intenta informar a su abogado, Matt Murdock, sobre una serie de asesinatos cometidos por el asesino Muse, creyendo que Ayala los estaba investigando antes de su muerte, sin éxito. Desilusionada por la indiferencia de Murdock ante la situación, Angela intenta rastrear a Muse hasta su escondite por sí sola, pero es secuestrada por él. Más tarde, Angela es rescatada por Murdock antes de que fuera asesinada por Muse.
- Angela del Toro / White Tiger aparece como un personaje jugable en Marvel Strike Force.[30][31]